# Parafia Podwyższenia Krzyża Świętego w Grudziądzu
Parafia Podwyższenia Krzyża Świętego w Grudziądzu – parafia rzymskokatolicka w diecezji toruńskiej, w dekanacie Grudziądz II, z siedzibą w Grudziądzu. Erygowana 1 lipca 1934.

## Historia
1 lipca 1934 nastąpiło powołanie parafii przez biskupa chełmińskiego Stanisława Okoniewskiego.
Kościół parafialny został wzniesiony w latach 1975–1984.

## Zasięg parafii
Ulice: Brzeźna, Bydgoska, Broniewskiego, Ciołkowskiego, Chełmińska, Chopina, Czarnieckiego, Czerwonodworna, Dąbrowskiej, Długosza, Gałczyńskiego, Hoffmana, Hallera, Heweliusza, Jackowskiego, Jaskółcza, Kalinkowa, Kasprowicza, Kasprzyckiego, Kępowa, Kobylanka, Bora-Komorowskiego, Kopernika, Konarskiego, Kosmonautów, Krasickiego, Laskowicka, Lelewela, Libelta, Letnia, Matejki, Miłoleśna, Nałkowskiej, Narutowicza, Nad Torem, Norwida, Piaskowa, Piotra Skargi, Południowa, B. Prusa, Pruszyńskiego, Rejtana, Rydygiera, Rzemieślnicza, Skowronkowa, Słowicza, Słoneczna, Stefczyka, Stroma, Smoleńskiego, Tetmajera, Tytoniowa, Reymonta, Wawrzyniaka, Wiejska, Wiślana, Zaciszna, Zielona, Żeromskiego.

## Proboszczowie
- ks. prałat Klemens Baumgart (1970–1997), budowniczy kościoła[1]
- ks. prałat Stanisław Andrik (1997–2020)[2]
- ks. kan. Grzegorz Pszeniczny (od 2020)[2][3]